# Линколнтон (Џорџија)
Линколнтон (енгл. Lincolnton) град је у америчкој савезној држави Џорџија. По попису становништва из 2010. у њему је живело 1.566 становника.

## Демографија
Према попису становништва из 2010. у граду је живело 1.566 становника, што је 29 (1,8%) становника мање него 2000. године.
| Група             | 2000.       | 2010.       |
| Белци             | 901 (56,5%) | 829 (52,9%) |
| Афроамериканци    | 673 (42,2%) | 696 (44,4%) |
| Азијати           | 6 (0,4%)    | 17 (1,1%)   |
| Хиспаноамериканци | 18 (1,1%)   | 15 (1,0%)   |
| Укупно            | 1.595       | 1.566       |